# Gibourne
Gibourne é uma comuna francesa na região administrativa da Nova Aquitânia, no departamento de Charente-Maritime. Estende-se por uma área de 11 km². Em 2010 a comuna tinha 113 habitantes (densidade: 10,3 hab./km²).